# Liz McIntyre
Elizabeth „Liz“ Geary McIntyre (* 5. April 1965 in Hanover, New Hampshire) ist eine ehemalige US-amerikanische Freestyle-Skierin. Sie war auf die Buckelpisten-Disziplinen Moguls und Dual Moguls spezialisiert. 1994 gewann sie die olympische Silbermedaille, im Weltcup gelangen ihr vier Siege.

## Biografie

### Sportliche Laufbahn
Liz McIntyre studierte am Dartmouth College in ihrer Heimatstadt und spielte im universitären Fußballteam, bevor sie sich dem Winter Park Freestyle Team anschloss und eine Laufbahn im Freestyle-Skiing anstrebte.
Im Januar 1986 gab sie am Mont Gabriel ihr Debüt im Freestyle-Skiing-Weltcup und erreichte als Achte auf Anhieb ein Spitzenergebnis. Mit zwei weiteren Top-10-Resultaten qualifizierte sie sich für die ersten Weltmeisterschaften in Tignes, wo sie in ihrer Paradedisziplin Rang sechs belegte. Am Ende der Saison gelang ihr als Dritter in Voss ihr erster Podestplatz. Im Dezember 1987 gewann sie in Tignes ihr erstes Weltcup-Rennen, die Teilnahme am olympischen Demonstrationswettbewerb verpasste sie. Bei den Weltmeisterschaften am Oberjoch blieb sie als Vierte nur knapp hinter den Medaillenrängen.
Nach zwei Jahren Pause kehrte sie 1991/92 in den Weltcup zurück und qualifizierte sich mit zwei dritten Plätzen für die Olympischen Spiele von Albertville, wo sie Sechste wurde. Nach ihrem zweiten Sieg – ebenfalls in Tignes – belegte sie bei den Weltmeisterschaften in Altenmarkt-Zauchensee Rang fünf und erreichte in der Moguls-Disziplinenwertung wiederum als Fünfte ein Karrierehoch. Bei den Olympischen Spielen von Lillehammer feierte sie den größten Erfolg ihrer Laufbahn und gewann hinter Stine Lise Hattestad die Silbermedaille. Auch in den folgenden Jahren bildete sie mit Donna Weinbrecht und Ann Battelle die Spitze des US-Moguls-Teams. Bei den Weltmeisterschaften 1995 in La Clusaz belegte sie mit Rang 16 ihr schlechtestes Ergebnis bei einem Großereignis. Im Dezember 1996 feierte McIntyre nach vierjähriger Sieglosigkeit erneut in Tignes ihren dritten Weltcupsieg, diesmal in der neuen Disziplin Dual Moguls (Parallelbuckelpiste). Im Rahmen ihrer letzten Weltmeisterschaften in Iizuna Kōgen erreichte sie Platz sechs. Nach der insgesamt vierten Knie-OP ihrer Karriere gewann sie 1997 fast zehn Jahre nach ihrem ersten Sieg zum vierten Mal in Tignes und sicherte sich damit ihre dritte und letzte Olympiateilnahme. Bei den Spielen von Nagano klassierte sie sich auf Rang acht und beendete im darauffolgenden März 1998 ihre aktive Laufbahn im Leistungssport.

### Weitere Karriere
Unmittelbar nach dem Ende ihrer aktiven Karriere begann Liz McIntyre 1999, als Techniktrainerin für das US-Freestyle-Team zu arbeiten. In dieser Funktion sorgte sie bei den Moguls-Spezialisten ihres Landes nachhaltig für Oberkörperstabilität und weiche Beinführung. Bis 2006 betreute sie erfolgreiche Athleten wie Shannon Bahrke, Ann Battelle, Jeremy Bloom, Toby Dawson und Hannah Kearney. 2008 wurde sie für ihre Verdienste um den Skisport mit der Aufnahme in die U.S. Ski and Snowboard Hall of Fame geehrt.
Nach Beendigung ihrer Trainerlaufbahn zog McIntyre nach Granby und ist in der Abfallwirtschaft tätig.

## Erfolge

### Olympische Spiele
- Albertville 1992: 6. Moguls
- Lillehammer 1994: 2. Moguls
- Nagano 1998: 8. Moguls

### Weltmeisterschaften
- Tignes 1986: 12. Moguls
- Oberjoch 1989: 4. Moguls
- Altenmarkt-Zauchensee 1993: 5. Moguls
- La Clusaz 1995: 16. Moguls
- Nagano 1997: 6. Moguls

### Weltcupwertungen
| Saison  | Gesamt | Gesamt | Moguls | Moguls | Dual Moguls | Dual Moguls |
| Saison  | Platz  | Punkte | Platz  | Punkte | Platz       | Punkte      |
| ------- | ------ | ------ | ------ | ------ | ----------- | ----------- |
| 1985/86 | 19.    | 7      | 7.     | 29     | –           | –           |
| 1986/87 | 20.    | 7      | 7.     | 50     | –           | –           |
| 1987/88 | 21.    | 7      | 8.     | 49     | –           | –           |
| 1988/89 | 22.    | 6      | 7.     | 44     | –           | –           |
| 1991/92 | 23.    | 7      | 6.     | 56     | –           | –           |
| 1992/93 | 16.    | 88     | 5.     | 796    | –           | –           |
| 1993/94 | 22.    | 71     | 8.     | 568    | –           | –           |
| 1994/95 | 23.    | 77     | 8.     | 536    | –           | –           |
| 1995/96 | 64.    | 19     | 26.    | 152    | –           | –           |
| 1996/97 | 22.    | 75     | 8.     | 376    | 3.          | 412         |
| 1997/98 | 33.    | 64     | 14.    | 320    | 19.         | 80          |

### Weltcupsiege
McIntyre errang im Weltcup 17 Podestplätze, davon 4 Siege:
| Datum             | Ort    | Land       | Disziplin   |
| ----------------- | ------ | ---------- | ----------- |
| 11. Dezember 1987 | Tignes | Frankreich | Moguls      |
| 12. Dezember 1992 | Tignes | Frankreich | Moguls      |
| 8. Dezember 1996  | Tignes | Frankreich | Dual Moguls |
| 5. Dezember 1997  | Tignes | Frankreich | Moguls      |

### Weitere Erfolge
- 6 US-amerikanische Vizemeistertitel auf den Moguls[2]
- 1 Sieg in einem FIS-Rennen

## Auszeichnungen
- 1993: Ann Hansen Award
- 1999, 2004: Freestyle International Coach of the Year
- 2004: U.S. Ski & Snowboard Coach of the Year[5]
- 2008: Aufnahme in die U.S. Ski and Snowboard Hall of Fame[3]